# David Braben
David Braben, född 2 januari 1964 i Basford, Storbritannien, är en brittisk programmerare, mest känd för att tillsammans med Ian Bell skapat datorspelet Elite (1984). Braben fortsatte sedan ensam med att utveckla uppföljare till Elite; Frontier: Elite II, Frontier: First Encounters och Elite: Dangerous.
David Braben är även grundare till spelutvecklingsföretaget Frontier Developments Ltd.